# Lijst van Belgische adelsverheffingen 2002
Personen die in 2002 in de Belgische adel werden opgenomen of er een adellijke titel verwierven

## Baron
- Jonkheer Bernard de Hemptinne, persoonlijke titel baron
- Jonkheer Gui de Vaucleroy, persoonlijke titel baron
- Jonkheer Maurice Velge, persoonlijke titel baron
- Grégoire Brouhns, erfelijke adel en persoonlijke titel baron
- Philippe de Buck van Overstraeten, erfelijke adel en persoonlijke titel baron
- John Goossens, erfelijke adel en persoonlijke titel baron
- Edgar Kesteloot, erfelijke adel en persoonlijke titel baron
- Gaston Roelants, erfelijke adel en persoonlijke titel baron
- François Schuiten, erfelijke adel en persoonlijke titel baron
- Frans van Daele, erfelijke adel en persoonlijke titel baron
- Jacques Willems, erfelijke adel en persoonlijke titel baron

## Barones
- Hilde Franckx (1950- ), directrice Zeepreventorium De Haan, persoonlijke adel en de titel barones
- Sophie Jekeler, persoonlijke adel en de titel barones
- Rita Mulier, persoonlijke adel en de titel barones

## Ridder
- Raymond Ceulemans, persoonlijke adel en de titel ridder
- Jacques Leduc (1932- ), componist, persoonlijke adel en de titel ridder